# Johan Hegg
Pour les articles homonymes, voir Hegg.

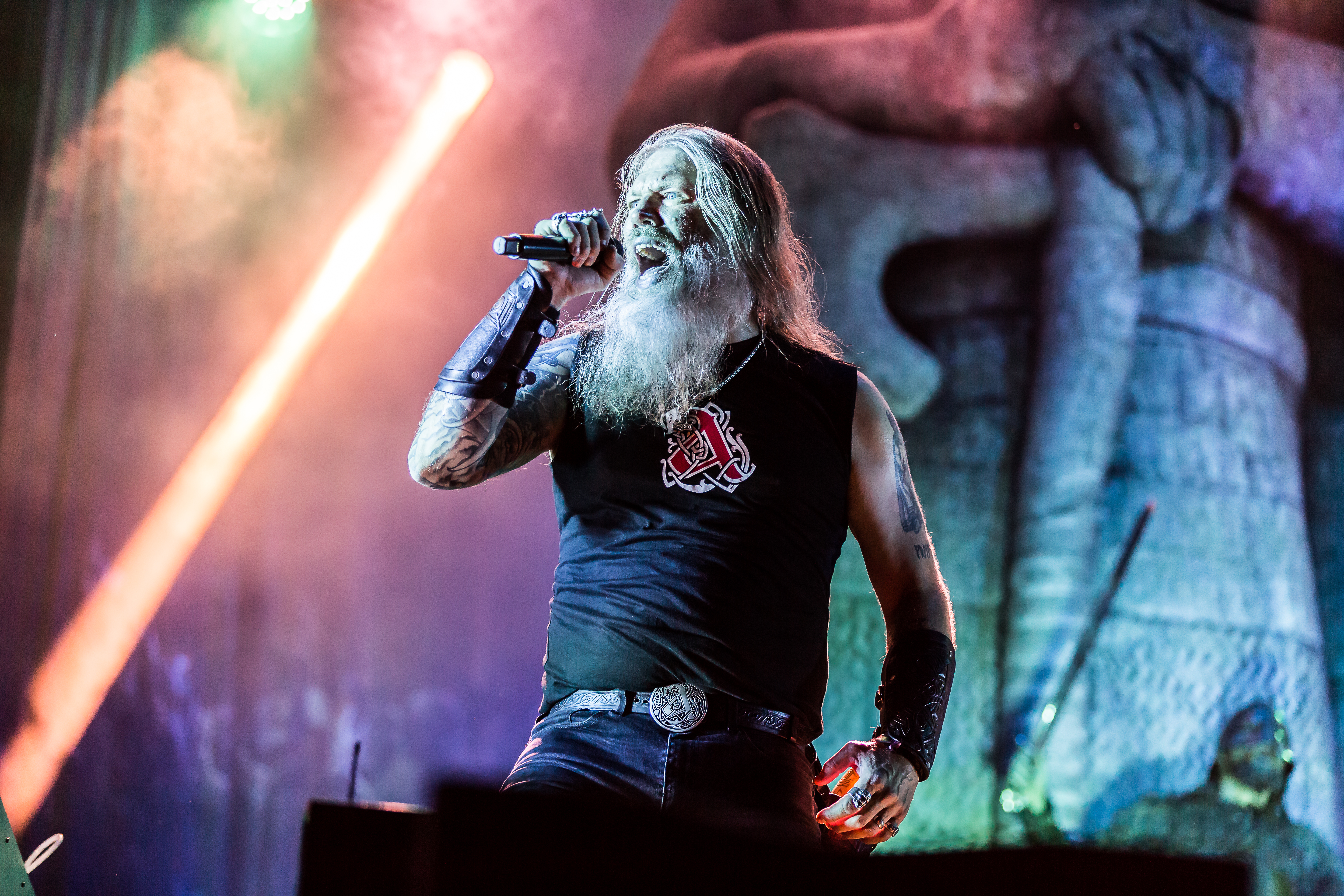
Johan Hegg au Rockharz 2023

Johan Hegg (né le 29 avril 1973 à Stockholm, Suède) est un chanteur suédois. Il est connu pour être le principal vocaliste du groupe de death metal mélodique Amon Amarth. Il a rejoint le groupe en 1992. Il est influencé principalement par Tom Araya de Slayer, Ozzy Osbourne de Black Sabbath et Lemmy Kilmister de Motörhead. Il est aussi acteur dans le film Northmen: Les Derniers Vikings, où il joue le rôle de Valli, un viking.

## Discographie

### Apparitions d'invités
- Purgatory - Blessed with Flames of Hate (2000) - (voix) (Crédité comme Johan "The Bastard' Hegg)
- The Project Hate MCMXCIX - The Lustrate Process (2009) - voix d'invités sur "Our Wrath Will Rain Down from the Sky"
- Evocation - Illusions of Grandeur (2012) - voix d'invités sur "Into Submission"
- The Project Hate MCMXCIX - Of Chaos and Carnal Pleasures (2017) - voix d'invités sur "Sulphur"
- Saxon - Thunderbolt (2018) - voix d'invité grognant sur "Predator"
- Doro - Forever Warriors, Forever United (2018) - voix d'invités sur "All for Metal" et "If I Can't Have You - No One Will"
- The Project Hate MCMXCIX - Death Ritual Covenant (2018) - voix d'invités sur "The Eating of the Impure Young", "Through Fire There Is Cleansing" et "Inferno"
- Metal Allegiance - Volume II: Power Drunk Majesty (2018) -  voix d'invités sur "King with a Paper Crown"
- Doro - Backstage to Heaven (EP) (2019) - voix d'invités sur "If I Can't Have You - No One Will (Live)"
- Posehn - Grandpa Metal (2020) - voix d'invités sur "1 Quarter Viking, 3 Quarter's Pussy"
- In Extremo - Kompass zur Sonne (2020) - voix d'invités sur "Wer kann segeln ohne Wind"
- Powerwolf - Missa Cantorem (Call of the Wild Deluxe Edition) (2021) - voix d'invités sur "Nightside of Siberia"
- Hindarfjäll - Lärads Grenar (2022) - voix d'invites sur "Laerads Limum"
- Dampf - The Arrival (2022) - voix d'invités sur "Spread Your Wings O'er Me" et "From The E-ternity"
- Grimfrost Hird - Grimfrost Hird (feat. Hindarfjäll & Johan Hegg) (2023) (Single)
- The Project Hate MCMXCIX - Abominations of the Ageless (2023) - voix d'invités sur "Swine God Apparition"
- Helldebert - Enfantillages 666 (2024) - voix d'invité sur "Les Derniers Pirates"